# IAR 15
IAR-15 — румынский истребитель-моноплан межвоенного периода.

## История
В конце 1933 года Элие Карафоли, тогда работавший в IAR после череды неудач (кроме IAR 14) в очередной раз взялся за разработку нового истребителя.
Результатом стал IAR 15. На испытаниях самолёт разогнался до 375 км/ч, для тех времён это было весьма внушительно, даже Martin B-10, известный как один из самых быстрых военных самолётов 1930-х годов, был ему по зубам. Также IAR 15 обладал неплохой скороподъёмностью: высота 5000 метров достигалась за 8 минут. Однако ВВС Румынии уже имели PZL P.11 и крупного заказа на IAR 15 не было: считалось, что обслуживание парка из двух типов истребителей будет слишком дорогим и сложным. Было выпущено и приобретено лишь 5 или 6 машин, отличавшихся деревянным винтом и рядом дополнительных приборов.

## Описание
IAR 15 представляет собой свободонесущий низкоплан смешанной конструкции. Самолёт претерпел значительные изменения: Форма носовой части фюзеляжа изменена для двигателя воздушного охлаждения I.A.R. 9K, который был вариантом Gnome-Rhône 9K для Румынии. Шасси, в отличие от своих предшественников, крепятся к стыку центроплана и консолей. На месте хвостового костыля имеется небольшое колесо. Хвостовое оперение приобрело треугольную форму.
Имеет 2 синхронизированных 7,7 мм пулемёта Vickers с боекомплектом 500 патронов на ствол.

## ЛТХ
Размах крыла: 11.00 м
Длина: 8.29 м
Высота: 2.70 м
Площадь крыла:
19.00 м2
Масса пустого самолёта: 1368 кг
Нормальная взлётная масса: 1707 кг
Двигатель: Gnome-Rhône 9K мощностью 600 л. с.
Максимальная скорость: 352 км/ч
Крейсерская скорость: 315 км/ч
Практическая дальность: 600 км
Скороподъемность: 625 м/мин
Практический потолок: 10000 м
Экипаж: 1 человек
Вооружение: два 7,7-мм пулемёта Vickers с боекомплектом 500 патронов на ствол.